# 野田川 (京都府)
野田川（のだがわ）は、京都府与謝郡与謝野町を流れる二級水系の本流。倉梯川（くらはしがわ）という別名を持つ。延長15.5キロメートル、流域面積99.2平方キロメートル。

## 地理

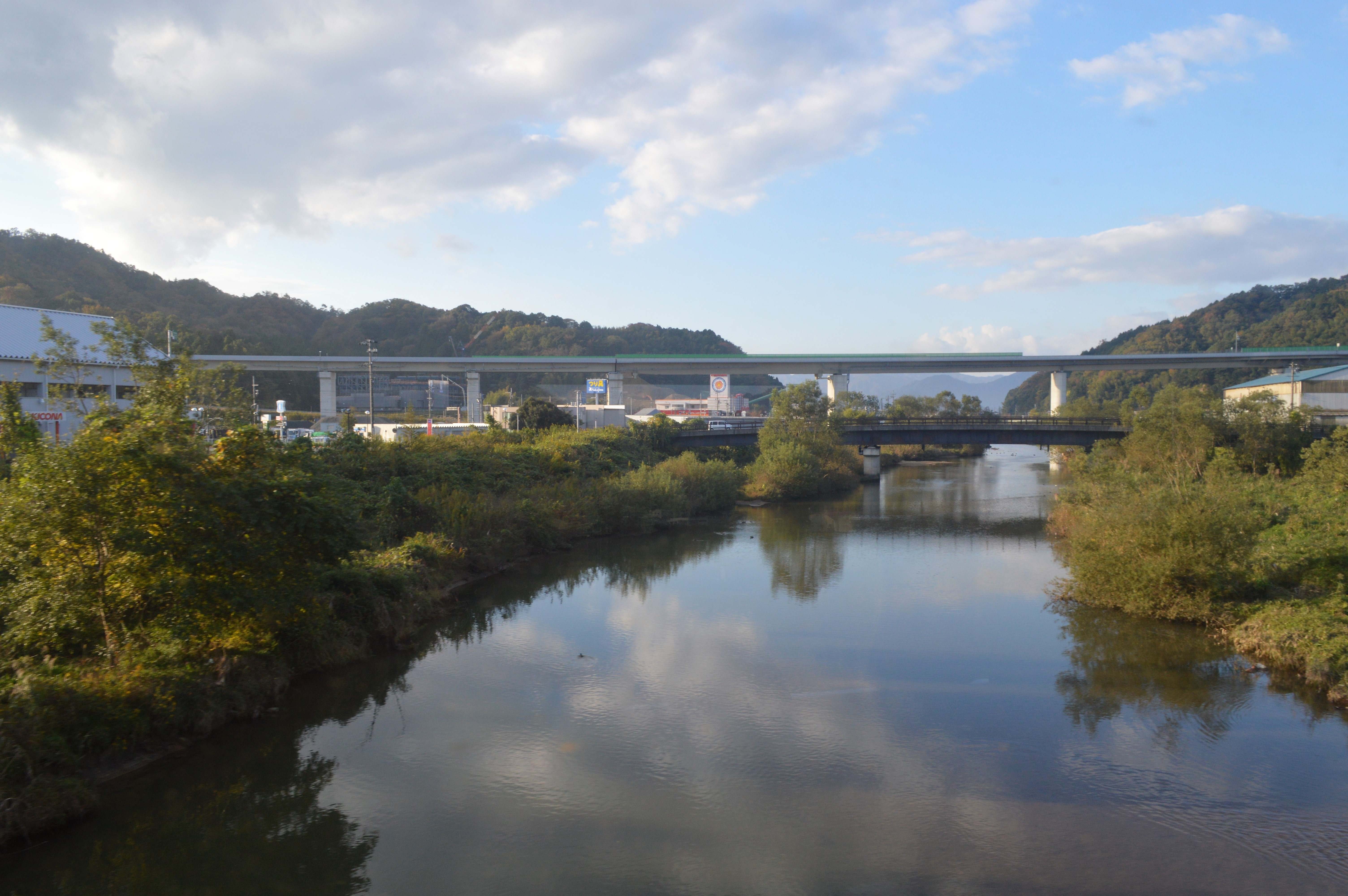
京都丹後鉄道の橋梁から上流

流域は約9割が山林である。2007年（平成19年）には野田川流域を囲む山地部が丹後天橋立大江山国定公園に指定された。

### 流路
与謝郡与謝野町加悦地域の南部、大江山山系の赤石ケ岳付近に端を発する。与謝野町加悦地域、野田川地域、岩滝地域を北流し、下流では宮津市もかすめたうえで、与謝野町岩滝地域で阿蘇海（宮津湾）に流入する。流域には加悦谷と呼ばれる沖積平野を形成している。日本三景の天橋立は、野田川が運んだ砂によってできたとも言われている。

### 環境
京都府の発表によると閉鎖性水域である阿蘇海の底質にはダイオキシン類が京都府の中では高濃度で含まれていることもあり、阿蘇海の底質改善のためのシーブルー計画が進められている。

### 流域の自治体
- 京都府
  - 与謝郡与謝野町
  - 宮津市

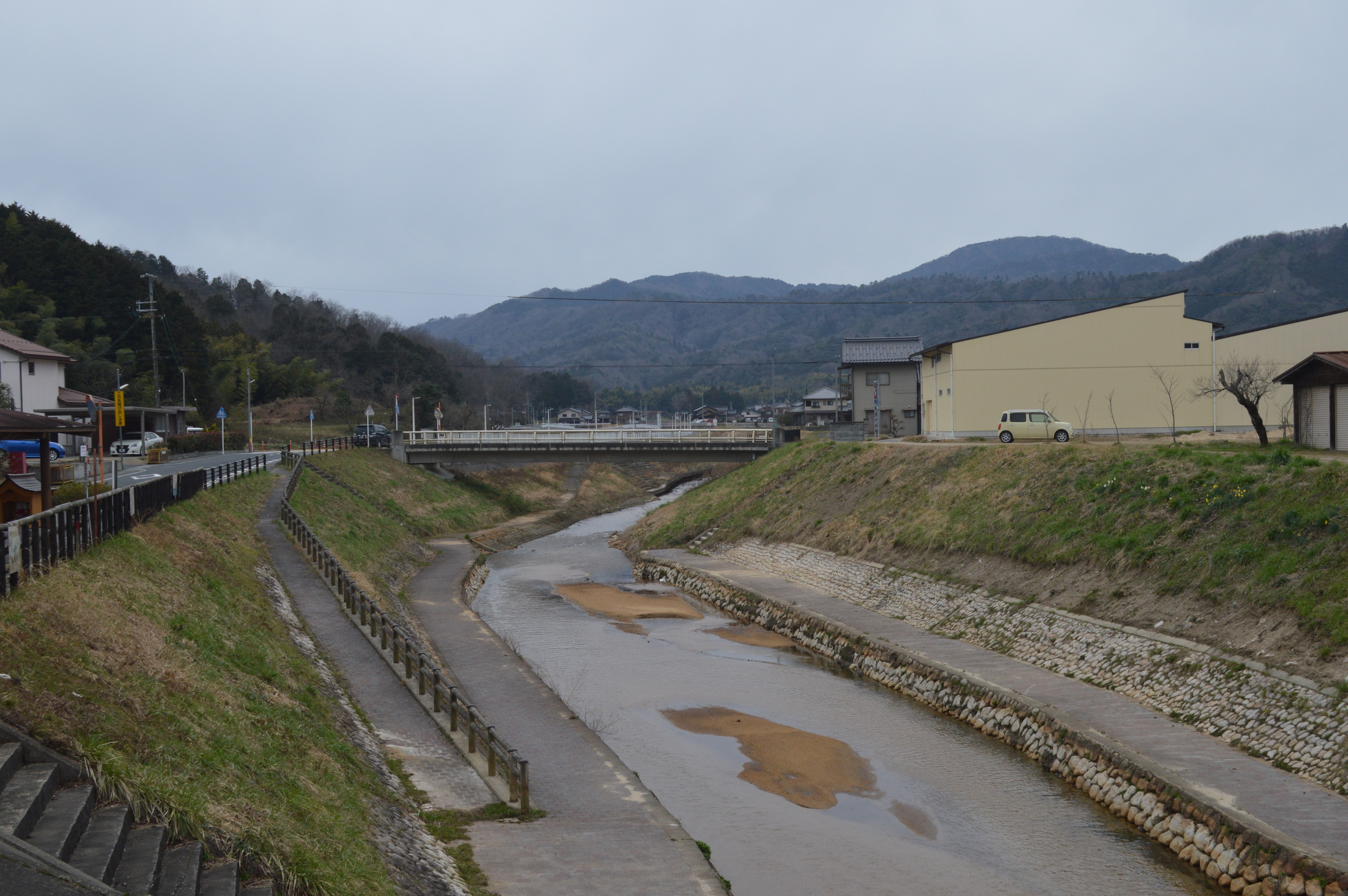
支流の岩屋川

河川名を冠した与謝郡野田川町という自治体があった。2006年（平成18年）3月1日、野田川流域にある野田川町・岩滝町・加悦町の3町が合併して与謝野町が発足した。新住所を定める際に旧町名を残さないこととなったため、「野田川」という字（あざ）名は合併と共に消滅、川の名前としてのみ残ることとなった。

### 支流
- 滝川
- 加悦奥川
- 桜内川
- 岩屋川
- 温江川
- 水戸谷川
- 香河川

## 経済

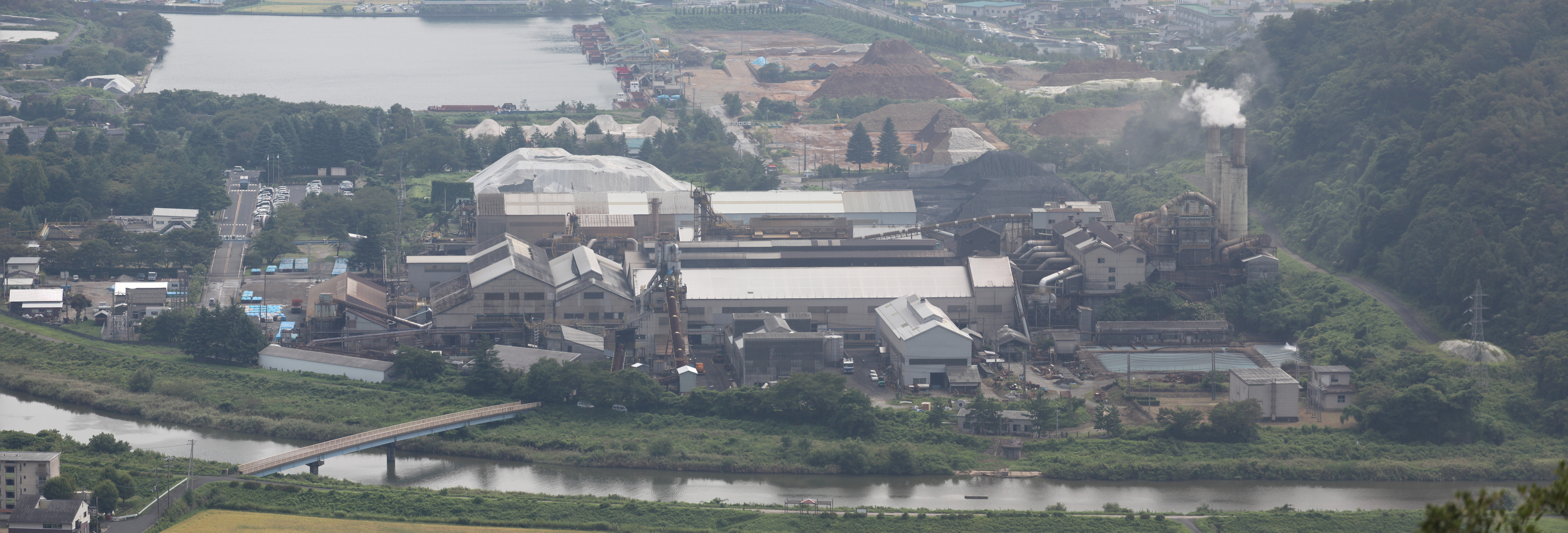
日本冶金工業大江山製造所と野田川（手前）

### 河川舟運
江戸時代から河川舟運に用いられ、天明年間（1781年～1789年）には四辻村の亀山橋に積出場があった明治30年代まで米や炭が野田川を用いて宮津に運ばれた。

### 鉄道
野田川の河口部にはニッケルを製錬する日本冶金工業大江山製造所がある。1926年（大正15年）12月5日には野田川に並行する加悦鉄道が開業し、大江山から産出されるニッケル鉱石を運ぶ貨物鉄道としても利用された。1984年（昭和59年）2月1日には貨物営業が廃止され、1985年（昭和60年）5月1日には旅客営業も廃止された。

## サケの遡上
河川改修を機に、2008年（平成20年）頃からシロザケの遡上が見られるようになり、旧加悦町後野地区の上流部で産卵が確認されている。2021年(令和3年）10月24日にも2匹の鮭の遡上が確認され、サケが遡上する南限の河川とみられている。野田川流域の与謝野町立与謝小学校などでは、京都府立海洋高等学校の教諭を講師としてサケについて学ぶ授業が行われている。